# József Marosi
Pour les articles homonymes, voir Marosi.
József Marosi, né le 16 octobre 1934 à Budapest, est un escrimeur et maître d'armes hongrois. Il a gagné une médaille d'argent par équipe à l'épée aux Jeux olympiques de Melbourne en 1956 ainsi qu'une médaille de bronze lors des mêmes Jeux olympiques en fleuret par équipe.

## Palmarès
- Jeux olympiques:
  -  Médaille d'argent en épée par équipe aux Jeux olympiques de 1956 à Melbourne
  -  Médaille de bronze en fleuret par équipe aux Jeux olympiques de 1956  à Melbourne

- Universiades
  -  Médaille d'argent par équipe à l'Universiade d'été de 1959 à Turin (fleuret)
  -  Médaille de bronze par équipe à l'Universiade d'été de 1959 à Turin (épée)

- Championnats du monde:
  -  Médaille d'argent par équipe aux championnats du monde 1955 à Rome (fleuret)
  -  Médaille de bronze par équipe aux championnats du monde 1955 à Rome (épée)
  -  Médaille de bronze par équipe aux championnats du monde 1954 à Luxembourg (fleuret)

## Famille
Il est le frère de l'escrimeuse Paula Marosi.